# Багратионы
Багратио́ны (Багратио́ни, груз. ბაგრატიონები, ранняя форма Багратуниани) — древняя царская династия в Грузии, из которой происходили многие государственные и военные деятели Грузии и России.
Исторические грузинские писания исчисляют хронологию Багратионов с VI века н. э., современные исследователи относят дату основания рода к VIII—IX векам.

## Происхождение

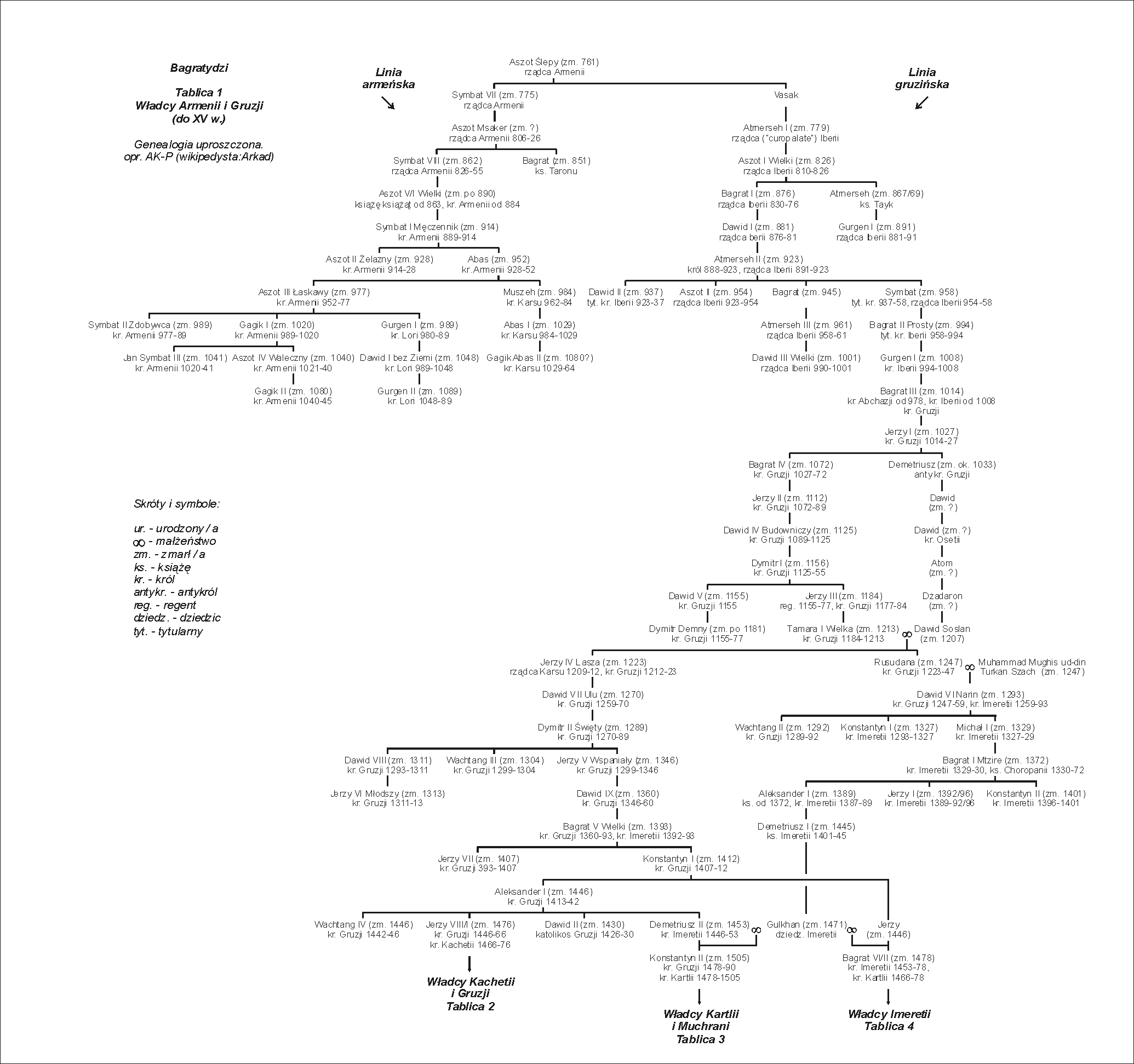
Генеалогическое древо армянских и грузинских Багратидов

Современные исследователи считают династию Багратионов младшей ветвью древней армянской династии Багратидов, известной по крайней мере с I века до н. э. Стратег царя Армении Тиграна II Великого (95—55 гг. до н. э.) и его наместник в Сирии и Киликии Багарат является наиболее ранним из известных представителей этого рода.
Согласно В. Минорскому, Багратиды являлись уроженцами Спери, правившие в Армении, в Грузии и в некоторых других местах. Как отмечает специалист по истории аристократических родов Закавказья К. Л. Туманов, Багратиды, бывшие изначально династическими князьями области Спер на северо-западе Армении (ныне Испир в Турции), имели местное армяно-иранское или возможно, даже урартское происхождение и были потомками армянской царской династии Ервандидов.
Из своей родины — Армении, после неудачного восстания против арабов в 775 году, одна из ветвей этого дома перебралась в соседнюю Грузию, где достигла власти в 786 (или возможно уже в 780) году.

### Легендарные версии о происхождении
Династия Багратионов — одна из самых древних из ныне существующих династий. Багратионы рано возвысились на политической арене Закавказья, и вокруг рода в армянско-грузинской среде были созданы разные легенды. Древнеармянская историческая традиция объявляет их потомками Хаикидов, древнегрузинская — Фарнавазидов. Та же армянская традиция считает их потомками знатного пленного еврея Шамбата (Смбата), ставшего сатрапом Армении при персидском царе Артаксерксе I (V век до н. э.), а более поздняя армянская и грузинская исторические традиции связывают их происхождение с царём-пророком Давидом. Роберт Томсон из Оксфордского университета отмечает, что средневековые армянские историки проводили параллели между историей армян и евреев, а некоторые из них пытались найти физическое родство между двумя народами посредством вымышленных родословных. Фактически же армянская знать не имела еврейской крови в своих жилах.
Грузинская историография придерживается легенды о происхождении Багратионов от древнегрузинского царского рода Фарнавазидов, основанного легендарным первым царём Иберии Фарнавазом I. Николай Бердзенишвили считает, что династия происходит из области Спери, что на востоке современной Турции. Армянская историческая традиция относит возвышение армянской ветви рода Багратуни к I в. до н. э. Грузинская историческая традиция, в частности автор XI века Сумбат Давитисдзе, датирует возвышение рода Багратионов на политической арене Грузии VI веком.

### Легенда о библейском происхождении
В армянской и грузинской легендах существует также версия, связывающая происхождение рода с библейскими персонажами. Первые упоминания о происхождении рода Багратуни от иудейского царя-пророка Давида встречаются в труде «История Армении» армянского историка и католикоса Ованеса Драсханакертци (845/850—929) и в трактате «Об управлении империей» (948—952) византийского императора Константина Багрянородного. Грузинский филолог и арменовед И. Абуладзе отмечает, что сообщение Драсханакертци о происхождении рода от пророка подтверждается и более древними армянскими сведениями.
Легенда эволюционировала из более ранней традиции о еврейском происхождении, распространённой среди армянских Багратидов, о котором упоминает, например, армянский историк V века Мовсес Хоренаци.
В грузинской письменности первое упоминание о библейском происхождении Багратионов зафиксировано в работе Георгия Мерчуле «Житие Григория Хандзтели» (951 год): так, Григорий Хандзтели, обращаясь к Ашоту Куропалату, называет его «государем, наречённым сыном Давида, пророка и помазанника Господня».
Грузинский историк XI века Сумбат Давитисдзе возводит род к Клеопе, брату Иосифа. Согласно Сумбату, один из потомков Клеопы — Соломон — имел семерых сыновей, которые отправились из Палестины в Армению и Акилисену, где приняли крещение. Трое из братьев остались в Армении. Одного из этих братьев звали Багратом, и он явился родоначальником армянских Багратидов. Четверо прибыли в Картли, из них одного избрали эриставом Картли, и его потомками являются Багратионы Картли.

## Первые Багратионы
Согласно «Большой российской энциклопедии», род Багратионы добился большого влияния в Закавказье в VI—VIII вв., когда одна из ветвей заняла высокое положение в Грузии. По легенде, изложенной в сочинении царевича Вахушти Багратиони, при царе Мирдате в Грузию переселился некий Гуарам (ум. 532), за которого в 508 году царь выдал свою сестру и пожаловал ему звание эристава области Тао. Внук Гуарама Гуарам I получил от византийского императора Юстиниана титул куропалата, а в 575 году — царя. Вахушти сообщает, что именно Гуарам I стал именоваться Багратиони — по имени своего отца.
Потомки Гуарама I именовались эриставт-эриставами (правителями правителей) и управляли Картлией. Поддерживая союз с Византией, они также носили византийские титулы куропалата и антипата (проконсула). Младшим Багратионам принадлежал титул мампали — князь крови. В период арабского владычества (VII—IX века) правители Картлии стали именоваться верховными князьями (эрисмтаварами). Великий князь Ашот I Великий (787—826) вступил в конфликт с арабами и был вынужден укрыться в Южной Грузии, которую контролировала Византия. Он восстановил крепость Артануджи и, используя поддержку византийских императоров, укрепил свою власть в Картлии.
Правнук Ашота I Адарнесе II Куропалат в 888 году принял титул царя Картвелов (Грузинов). В свою очередь правнук Адарнесе II царь Тао-Кларджети (Юго-Западной Грузии) Давид III Куропалат при поддержке византийцев освободил от арабов многие грузинские, а также часть армянских земель. За помощь императорам в подавлении восстания Варды Склира он получил Эрзерумскую область и другие земли. Грузинская знать предложила могущественному правителю занять престол Картлии.
Наследником бездетного Давида III стал племянник царя (на самом деле сын троюродного брата) Баграт Багратиони, которому по наследству от отца досталось Картвельское царство, а от матери — Абхазское царство. В 1008 году наследник трёх царств Баграт III принял титул царя Картли. С этого момента династия Багратионов стала царским домом Картли.
Во времена царствования этой Династии Грузия достигла своего могущества, распространив сферу своего влияния далеко от границ государства. В очередной раз царский дом Багратионов сумел консолидированно объединить враждующие народы и территории в сильное, самостоятельное государство.

## Средние века
В XI—XII веках Грузия под управлением Багратионов достигла наибольшего могущества и расцвета. Царь Давид IV Строитель (1089—1125) восстановил независимость Грузии, объединил все грузинские земли и освободил Тбилиси, куда была перенесена столица Грузии. При его внуке Георгии III (1156—1184) влияние Грузии распространилось на Северный Кавказ и Восточное Закавказье.

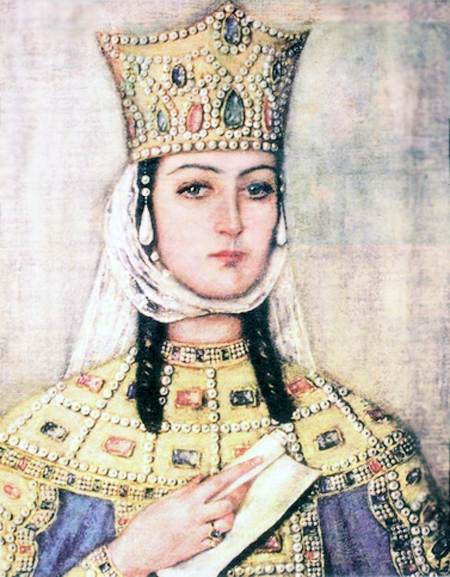
Царица Тамара, с именем которой связан «Золотой Век» в истории Грузии

Дочь Георгия III царица Тамара Великая (1184 — ок.1210/1213) стала одной из самых могущественных правительниц всего Ближнего Востока. Её войска разбили атабека Азербайджана и румского султана, совершили поход в Персию, взяли Карс. Вассалами царицы Тамары являлись султаны, эмиры и правители сопредельных государств, под влиянием Грузии находилась Трапезундская империя. Тамара покровительствовала искусствам, архитектуре и наукам. Поэты посвящали ей оды и поэмы, в её честь строились храмы и дворцы.
Царица Тамара (Великая) была в первом браке за русским князем Юрием, сыном Андрея Боголюбского, а во втором — за осетинским князем Давидом Сосланом, сыном князя Джадарона.
Потомки царицы Тамары и царя Сослана стали родоначальниками трёх грузинских царских династий: Картлийской (Грузинской), Кахетинской и Имеретинской.
От князя Теймураза, владетеля (батони) Мухранского, происходящего от бывшего грузинского царского рода Багратионов, ведёт своё происхождение и ветвь князей Багратионов-Мухранских.
Старинный удел князей Мухранских (Мухрани) находился в Картли. Бывший грузинский (картлийский) царский дом разделился на шесть ветвей:
- цари и царевичи Грузинские (картлийские); угас в 1898 году.
- царевичи Имеретинские (род прервался в 1711 году);
- князья Грузинские (картлийская ветвь, предки которых царствовали в Картли до 1724 года, угас)
- князья Багратионы (картлийская ветвь — потомки Иессея, царя Картли, род угас в мужском поколении в 1920 году[30])
- князья Семёновы (вымерли)
- князья Багратионы-Мухранские, ветвь которых отделилась от общего корня трёх предыдущих ветвей в 1513 году и до 1801 года владела уделом Мухранским — Герб, с двумя широкими белыми линиями обозначенными, крест, на крест, разделяющих герб на 4 части — COA.

Кахетинский Царский Дом:
- цари и царевич Грузинские (Картли-Кахетинского царства); ветвь угасла 1 марта 2025 года по мужской линии.[31]
- светлейшие князья Грузинские (младшей ветви, предки которых царствовали в Кахетии до 1744 г., потом в Кахетии и Карталинии вместе, с 1744 по 1800 год — Один герб, с княжеской короной (Признанный в РИ), второй герб, с двумя золотыми, широкими линиями, обозначенными крест, на крест, разделяющих герб на 4 части, с множеством белых треугольников, внутри — COA ; ветвь угасла 1 марта 2025 года по мужской линии.[31]
- Князья Багратион-Давитишвили (потомство царевича Деметре Багратиони, сына царя Кахети Александра I). Тавади. Владели княжеством Садавитишвило, ветвь сохранилась и до наших дней.
- Князья Багратион-Бабадиши (Бабадышевы) — ветвь Кахетинского Царского Дома в княжеском достоинстве (тавади), потомство омусульманенных царей Кахетии.[32] Ветвь угасшая.

Имеретинский Царский Дом:
- светлейшие князья Багратион-Имеретинские, род этот угас.
- дворяне Багратионы (азнаури), единственная сохранившаяся в мужском поколении из Имеретии;
- светлейшие князья Багратионы (имеретинская ветвь), угас;
- князья Багратион-Давыдовы (имеретинская ветвь; признаны в княжеском достоинстве 6 декабря 1850 года). Есть также историческая версия о родстве древнего княжеского рода Мхеидзе правителей Арагвети с династией Багратионов. Косвенно на этот факт указывают одинаковые символы на гербе Мхеидзе и Багратионов, а именно лира и праща. Род этот угас.

Во второй четверти XIII века Грузия попала под власть татаро-монголов. Монголы сохранили царский дом, передав в 1247 году управление представителям династии Багратионов — двоюродным братьям Давиду VII Улу ('Старшему') и Давиду VI Нарину ('Младшему'). Давид VII Улу, хотя и был внебрачным сыном царя, пользовался большой властью — он был женат на монгольской княжне и участвовал в военных походах монголов на Багдад. Сын Давида VII Улу — Деметре II стал царём всей Грузии. Монгольский ильхан, заподозрив его в измене по доносу одного из придворных, вызвал царя к себе во дворец. Близкие советовали монарху скрыться в горах, но это могло вызвать нашествие ханских войск в Грузию. Деметре II предпочёл пожертвовать своей жизнью и в 1289 году был казнён по приказу ильхана. Православная церковь причислила царя-мученика к лику святых.
Сын Деметре II — Георгий V Блистательный освободил Грузию от власти ильханов, однако его наследники не смогли сохранить единство Грузинского царства. В XVI—XVIII веках страна распалась на десяток царств и княжеств, которые попали в зависимость от Турции и Ирана.
Из этих четырёх ветвей вторая — князья Багратионы — внесена в число российских княжеских родов при утверждении императором Александром I седьмой части «Общего российского гербовника» 4 октября 1803 года. Внук царя Вахтанга VI — князь Иван Вахуштович Багратион — служил при Екатерине II генерал-поручиком и командовал сибирской дивизией, а племянник Вахтанга VI — царевич Александр Иессеевич (родоначальник князей Багратион) — выехал в Россию в 1757 году и служил подполковником в кавказской дивизии. Его внук, генерал от инфантерии князь Пётр Иванович Багратион обессмертил свой род на поле брани, однако потомство его угасло в 1919 году в мужском поколении со смертью князя Дмитрия Багратиона, через год большевиками в Ялте был расстрелян его брат Александр Багратион.

## Описание герба
Щит разделён на четыре части, из коих в первой в красном поле изображена золотая держава. Во второй в голубом поле арфа. В третьей в голубом же поле золотой пращ. В четвёртой части в красном поле крестообразно положены золотой скипетр и сабля.
По сторонам щита поставлены два льва. Щит покрыт мантией и шапкой, принадлежащими княжескому достоинству. Герб рода Князей Багратионов (князья грузинские) внесён в Часть 7 Общего гербовника дворянских родов Всероссийской империи, стр. 2.

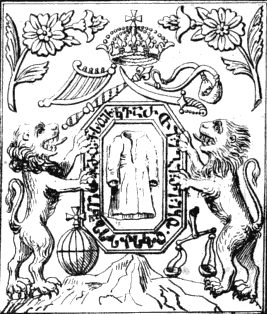
Герб рода Багратиони, из грузинской Библии, изданной в Москве в 1743 году, рисунок из книги М. И. Броссе, «Chronique géorgienne, traduite par m. Brosset jeune membre de la Société asiatique de France», 1830 год.
Хитон господень на гербе династии Багратиони.

## Багратионы в Российской империи и в период СССР
24 июля 1783 года царь Картли и Кахети Ираклий II подписал в Георгиевске трактат о признании верховной власти российского императора. По условиям договора Россия обещала покровительство Картали-Кахетинскому царству, гарантировала его целостность, сохраняла за Ираклием II и его потомками царский престол, заверяла о невмешательстве во внутренние дела царства. Однако в 1787 году под давлением Турции русские войска были выведены из Грузии, которая вновь превратилась в арену борьбы между Портой и Ираном.
В 1800 году умирающий царь Георгий XII добился от императора Павла I обещания вернуть российское покровительство. Но после смерти царя Павел I принял решение об упразднении Картали-Кахетинского царства. Следующий император, Александр I, своим манифестом 12 сентября 1801 года «окончательно» присоединил грузинские земли к России. В 1810 году в состав Российской империи было включено Имеретинское царство, в 1811 году упразднена автономия Гурийского княжества, в (1857—1867) годах — автономия Мегрельского, Абхазского и Сванетского княжеств.
Члены грузинской царской семьи насильно были вывезены в Россию. В 1841 году российское правительство официально признало их «членами бывшего Царского Дома Грузии». В июне 1865 года Государственный совет предоставил потомкам Георгия Ираклиевича, последнего царя Грузии и Имеретии, титул светлейших князей Грузинских (Гербовник, XIV, 2). Все прочие представители рода Багратиони носили только княжеский титул, то есть князья Багратион-Бабадиши, князья Багратиони-Давитишвили и князья Багратион-Мухранские.
В Российской империи Багратионы стали одной из самых известных аристократических фамилий. Знаменитый представитель российских Багратионов — герой войны 1812 года, генерал от инфантерии князь Пётр Иванович Багратион. Он являлся правнуком царя Грузии Иессея (Али-Кули-хана), правившего в 1714—1727 годах. Брат Петра генерал-лейтенант князь Роман Багратион прославился во время русско-иранской войны 1827 года, первым ворвавшись в Ереван. Он покровительствовал искусствам, в его тифлисском доме устраивались литературные вечера, ставились домашние спектакли. Сын князя Романа, генерал-лейтенант князь Пётр Романович Багратион, стал видным администратором — он руководил проведением крестьянской реформы в Пермской губернии, был тверским губернатором, генерал-губернатором Остзейского края. Он также получил известность как инженер-металлург, писал труды по гальванике, открыл способ извлечения золота из руд цианированием.
Последний представитель старшей линии Грузинского (Картлийского) Царского Дома — прямой потомок царя Вахтанга V Шахнаваза — скончался в конце XIX века. С этого времени и до сих пор старшей линией в доме Багратионов являются потомки брата Царя Вахтанга V — царевича Константина, который получил во владение Мухранский удел. Эта династия называется Багратион-Мухранские. Представители этого рода традиционно играли важную роль на Кавказе, являясь предводителями дворянства Тифлисской губернии и занимая ответственные посты в канцелярии наместника Кавказа. Князь Георгий Константинович Багратион-Мухранский много работал над упорядочением судебной системы на Кавказе, а в 1871 году был назначен статс-секретарём.
К концу XIX века род Багратион-Мухранских возглавил генерал-майор свиты Его Величества князь Александр Ираклиевич (1853—1918), командовавший лейб-гвардии конным полком. После отречения императора Николая II вышел в отставку в чине генерал-лейтенанта. Его дальнейшая судьба трагична: в ночь на 19 октября 1918 года князь Александр Ираклиевич Багратион-Мухранский был расстрелян в Пятигорске во время массовых казней офицеров-заложников, устроенных большевиками. Его вдова, княгиня Мария Дмитриевна, урождённая Головачёва (1855—1932), смогла уехать в эмиграцию, где и умерла в Ницце.
Его сын князь Георгий Александрович Багратион-Мухранский (1884—1957) был женат на Елене Сигизмундовне Злотницкой (1886—1979), чей старинный род уходил корнями в польскую шляхту. Её мать — урождённая княжна Эристова — была правнучкой грузинского царя Ираклия II. От этого брака в 1914 году на свет появилась княжна Леонида, мать Главы Российского Императорского Дома (по версии Кирилловской ветви) — великой княгини Марии Владимировны.
Князь Дмитрий Петрович Багратион — автор известных статей по военным проблемам, издавал до 1914 года журнал «Вестник военной конницы», перевёл на русский язык книгу Д. Филлиса «Основы езды и выездки». Во время первой мировой войны он командовал знаменитой «Дикой дивизией», а в 1917 году участвовал в выступлении генерала Корнилова. В декабре 1918 года Дмитрий Багратион перешёл на сторону красных и возглавил Высшую кавалерийскую школу РККА.
Во время революции власть в Грузии перешла в руки грузинских меньшевиков. Обстановка в Тифлисе была неспокойной, и семья Багратион-Мухранских решила сдать часть своего большого дома французскому консулу, надеясь, что это обеспечит безопасность дому. «Безопасность была, впрочем, относительной, — вспоминает великая княгиня Леонида Георгиевна. Когда в городе началась стрельба, пули стали залетать к нам в комнаты, как пчёлы. Нас с сестрой сажали под диваны, и я слышала оттуда, как взрослые говорят о том, что надо бы ехать за границу…»
Когда англо-французские войска были выведены из Грузии, стало ясно, что меньшевики долго не продержатся. В 1921 году французский консул с большим трудом посадил семью Багратион-Мухранских на поезд в Батуми, откуда те пароходом добрались до Константинополя. Средств на жизнь не было, и изгнанники решили переехать в Германию, где, как говорили эмигранты, жизнь была дешевле. Продав захваченные с собой драгоценности, княжеская семья переехала в Берлин.
Эмигрантская доля была столь незавидной, что Багратион-Мухранские решили вернуться на родину — теперь уже в Советскую Грузию. Как ни странно, большевистские власти вернули семье грузинского престолонаследника её дом. Однако вскоре начались аресты. Арестовали и князя, но крестьяне, его бывшие подданные, не дали показания против Георгия Александровича. «Ни один человек не сказал про него плохого, все как один говорили, что он им был как отец», — недоумевали следователи ЧК.
После арестов и бесконечных обысков Багратион-Мухранские вновь решили эмигрировать. Выехать вторично из Советской России Багратион-Мухранским помогло заступничество Максима Горького, которому некогда покровительствовали Багратион-Мухранские.
Покинув Грузию, Багратионы обосновались сначала в Ницце, потом в Париже. Вскоре представители княжеского рода разъехались по всей Европе: в Испанию, Италию, Польшу, Германию, оказывая помощь и интегрируясь в жизнь эмиграции, в среде которой князь Георгий играл видную роль.

Багратионы никогда не забывали о своём царственном статусе, и в 1942 году съезд представителей грузинских эмигрантских организаций в Риме официально признал князя Георгия законным царём единой Грузии. Великая княгиня Леонида Георгиевна пишет в своих воспоминаниях: 
«У нас в семье часто об этом говорили, что, если бы Багратионы сохранили титул, на который они имели все права, это не значило бы, что Грузия не вошла бы в Российскую Империю, напротив, если бы эта историческая Фамилия, которая царствовала в течение стольких веков, сохранила своё царское достоинство, это имело бы только положительное значение».

## Багратионы в настоящее время
С 1977 г. по 2008 г. главой Грузинского Царского Дома Багратионов был князь Георгий (Хорхе) Ираклиевич Багратион-Мухранский. Он родился в Риме, где его семья жила в годы Второй мировой войны. Его отцом был князь Ираклий Георгиевич Багратион-Мухранский (21 марта 1909 — 30 ноября 1977), а матерью — итальянская графиня Мария-Антуанетта Паскини деи Конти ди Костафьорита (ум. 22 февраля 1944 при родах). С 1957 года — Глава Грузинского Царского Дома в изгнании.
Всю свою жизнь князь Георгий Ираклиевич прожил в Испании, где стал известным автогонщиком, был женат на испанской аристократке Мари де лас Мерседес Зорноза-и-Понсе де Леон, а вторым браком — на Нурии Лопес. От этих двух браков у него четверо детей — князь Ираклий (р. 1972), князь Давид (р. 1976), князь Уго (Гурам, р. 1985) и княжна Мария-Антуанетта (р. 1969), которые живут в Испании и в Грузии. Им было возвращено грузинское гражданство.
Георгий поддерживался многими грузинскими монархистами как кандидат на грузинский престол. В 2004 году он получил гражданство Грузии. С 2006 года он жил на исторической родине, где его настигла тяжёлая болезнь. Он умер 16 января 2008 г. и был похоронен в усыпальнице грузинских Царей — соборе Светицховели (город Мцхета). Ему наследовал второй сын Князь Давид Георгиевич Багратион-Мухранский.
В 2010 году, другой член царской семьи, из Имеретинской линии, Ираклий Багратион-Гванкители (род. 1982) заявил о том, что в случае восстановления монархии в Грузии не исключает того, что заявит о своих претензиях на престол Имеретии, поскольку юридически это было отдельное царство.